# Tambourin club cournonsecois
Maillots
Le Tambourin club cournonsecois est un club français de balle au tambourin localisé à Cournonsec (Hérault). Les deux équipes fanions du club fondé en 1923 évoluent parmi l'élite : championnat de France de balle au tambourin et championnat de France de balle au tambourin féminin.

## Histoire
Cournonsec est champion de France en titre chez les hommes et les femmes en 2007 et dominent les classements en 2008 de la saison régulière avant le début des play-offs. Seuls les félinines parviennent à conserver leur titre à l'issue de la poule des champions 2008. Nouveau doublé hommes-femmes pour Cournonsec en 2009.

## Palmarès

### Palmarès masculin
- Champion de France : 1979, 1981, 1982, 2002, 2007, 2009[2].
- Coupe de France : 1949, 1980, 1981 et 1982 et 2008[3].

### Palmarès féminin
- Champion de France : 2006, 2007, 2008 et 2009[4].
- Coupe de France : 2006, 2008, 2009 et 2010[3].
- Vainqueur de la super coupe : 2010[5].